# Stenoptilia pallistriga
Stenoptilia pallistriga là một loài bướm đêm thuộc họ Pterophoridae. Nó được tìm thấy ở Dominica, Ecuador, Jamaica, Paraguay và Surinam. Nó cũng được tìm thấy ở Florida.
Sải cánh dài 14–16 mm. Con trưởng thành bay từ tháng 2 đến tháng 6, từ tháng 8 đến tháng 10 và năm tháng 12.